# ペピ1世
ペピ1世（ペピ1せい）とは、エジプト第6王朝の3代ファラオである。

## 生涯
テティの子として生まれる。紀元前2332年、実質的な叛乱を起こした、弟で第2代ファラオのウセルカラーを退位させ、自らが王となった。彼はテティの政治手法を受け継ぎ、有力豪族クワイ家の娘を娶った。ウェ二という名の者を登用し、パレスチナの支配権を得るなど、順調に政治を進めていった。元々ウェ二は下級官吏だったが、ペピ1世の妃による陰謀が発覚した際にそれを取調べる裁判官に任じられたことで、高官となった。こうして平和な49年間の統治を終え、紀元前2283年に崩御。現在、彼のピラミッドはメンネフェル・ペピの名で知られている。

## 家族
- 配偶者:メリタテス4世

- 配偶者:アンクネスペピ1世（英語版）
  - 子息:メルエンラー1世

- 配偶者:アンクネスペピ2世（英語版）
  - 子息:ペピ2世